# مارگارت کاپر
مارگارت کاپر (انگلیسی: Margarete Kupfer; ۱۰ آوریل ۱۸۸۱ – ۱۱ مهٔ ۱۹۵۳) بازیگر تئاتر، و سینما اهل آلمان بود.
از فیلم‌ها یا برنامه‌های تلویزیونی که وی در آنها بازی کرده‌است می‌توان به مجسمه نیم‌تنه یانوس، عشق ژان نی، کارمن و پاپریکا اشاره کرد.